# Andorinhão-mongol
Andorinhão-mongol ou andorinhão-de-ferradura (Hirundapus caudacutus) é uma espécie de ave apodiforme da família Apodidae.

## Características
É um dos andorinhões de maior tamanho. Passa a maior parte de sua vida voando. É o mais veloz dos andorinhões e chega a alcançar os 350 km/h. É a ave que maior velocidade alcança em voo horizontal, chegando aos 170 km/h, seguido do Merganso-de-poupa que chega aos 160 km/h.

## História natural
Estas aves tem as patas muito curtas, dado que somente as usam para agarrar-se a superfícies geralmente inclinadas e verticais. Constroem seus ninhos nas fendas e ocos que formam as rochas das falésias. Alimentam-se durante o voo pegando insetos com seus bicos.
Fazem ninhos nas colinas rochosas de Ásia Central e no sul da Sibéria. É uma ave migratória que passa o inverno no sul da Austrália. Raramente se encontra na Europa, embora tenha sido avistada ocasionalmente na Noruega, Suécia e Grã Bretanha.